# Poloniphora surstylua
Poloniphora surstylua är en tvåvingeart som beskrevs av Ronald Henry Lambert Disney och Michailovskaya 2002. Poloniphora surstylua ingår i släktet Poloniphora och familjen puckelflugor. Inga underarter finns listade i Catalogue of Life.